# Gärtner

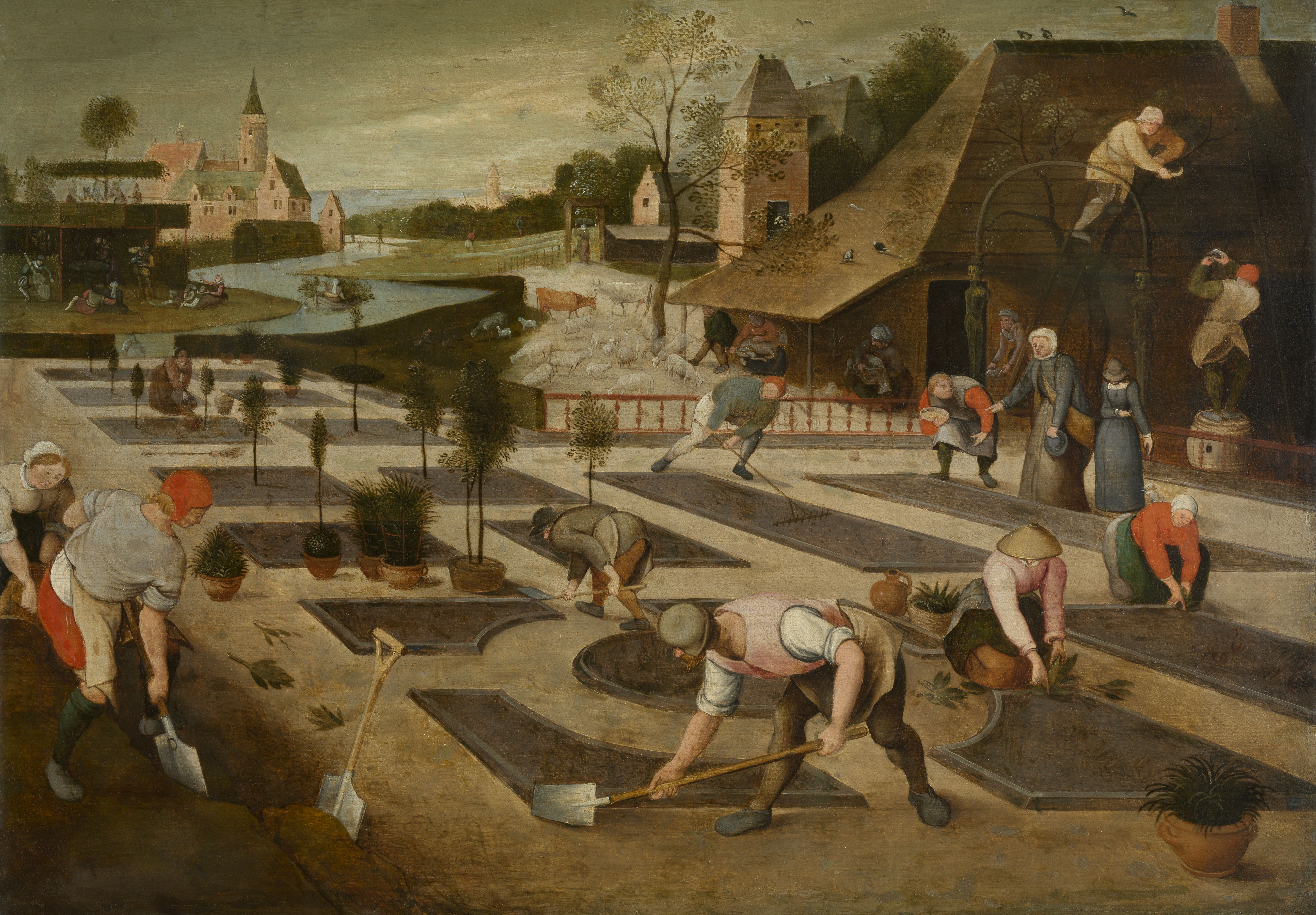
Gärtner bei der Arbeit; Gemälde Der Herbst von Abel Grimmer, 1607

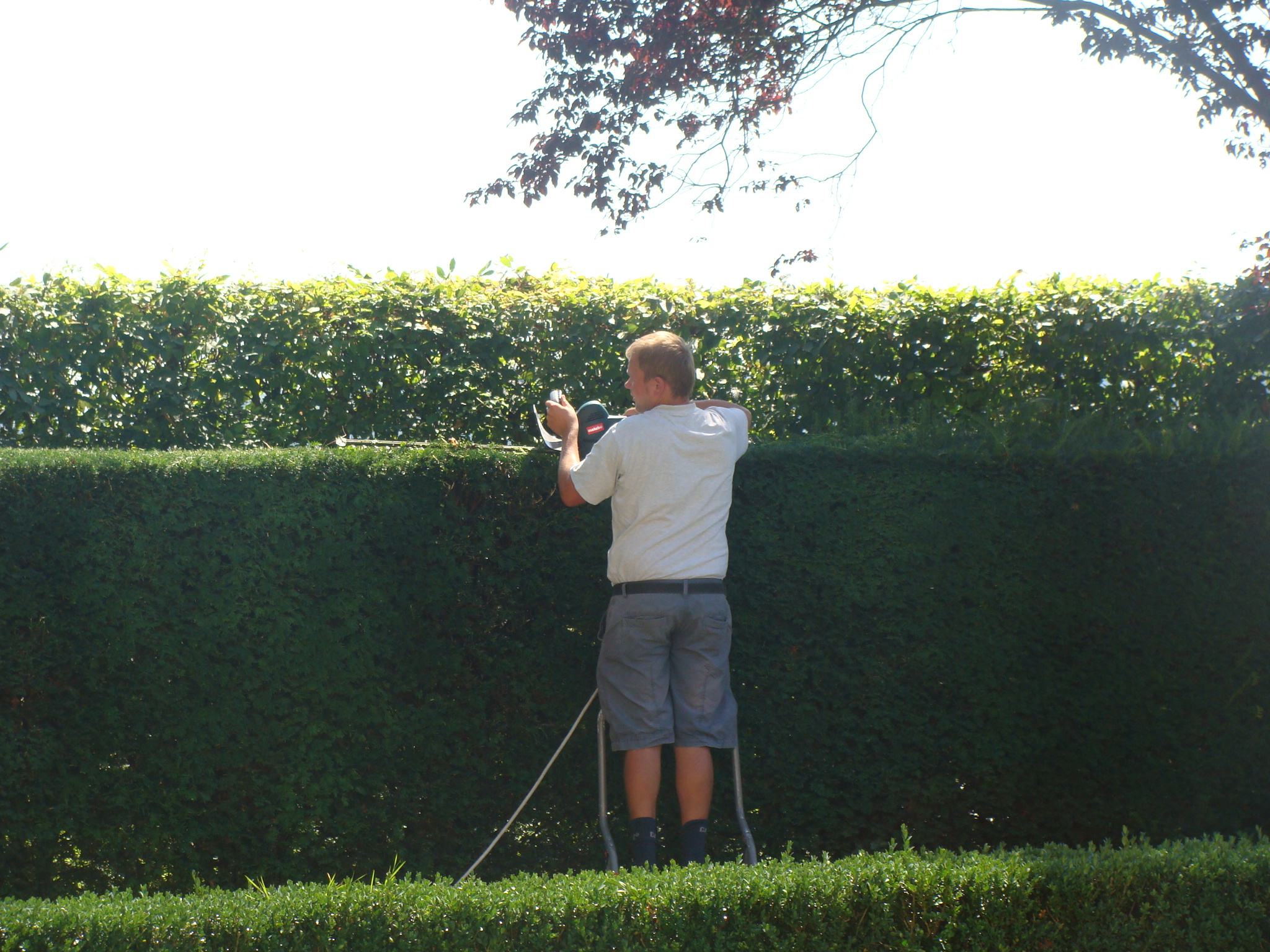
Gärtner bei der Arbeit

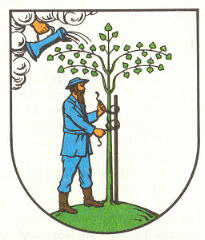
Gärtner im Wappen von Netzschkau

Gärtner ist die Tätigkeits- beziehungsweise Berufsbezeichnung für Personen, die im Berufsfeld Agrarwirtschaft und dort im Gartenbau tätig sind.
Der Begriff Gärtner kann bedeuten:
- Gärtner ist eine berufliche Ausbildung im Sektor Gartenbau (Hortikultur) mit ihren Sparten Gemüse-, Blumen-, Heilpflanzengärtnerei, Baumschulenwesen, Gartengestaltung usw. einschließlich Verkauf.
- Gärtner bezeichnet den gewerblichen Gartenbauunternehmer (Gärtnereibetrieb); Handelsgärtner
- einen Angestellten zur Pflege eines Gartens als Dienstleistung: Gärtner unabhängig von der Ausbildung
- Gärtner war gebietsweise früher die Bezeichnung für Kleinbauern

Das Gärtnern dient als Hobby oder zur Erholung (Freizeitgärtner, Hobbygärtner), aus Interesse an der Natur oder der Pflanzenzüchtung oder aus dem Wunsch nach Eigenversorgung aus dem Garten oder Kleingarten (auch Schrebergarten), dann Kleingärtner oder Schrebergärtner.

## Der Gärtner als Beruf

### Deutschland
Der Beruf des Gärtners bzw. Gartenbaufachwerkers ist ein anerkannter Ausbildungsberuf, der von den jeweiligen Landwirtschaftskammern und dem Berufsverband begleitet wird.

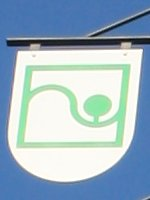
Logo der deutschen Landschaftsgärtner

Die Ausbildung zum Gärtner kann in folgenden Fachrichtungen absolviert werden:
- Baumschule
- Friedhofsgärtnerei
- Garten- und Landschaftsbau (früher Kunstgärtner, Hofgärtner oder Lustgärtner in Unterscheidung zu den Handelsgärtnern)
- Gemüsebau
- Obstbau
- Staudengärtnerei
- Zierpflanzenbau
- Verkaufsgärtner

Am 31. Dezember 2006 waren in den gärtnerischen Fachrichtungen insgesamt 17.750 Auszubildende beschäftigt. Bezogen auf die einzelnen Fachrichtungen stellte sich die Situation wie folgt dar:
- Baumschule: 1401 Auszubildende
- Friedhofsgärtnerei: 589 Auszubildende
- Garten- und Landschaftsbau: 10.909 Auszubildende
- Gemüsebau: 543 Auszubildende
- Obstbau: 260 Auszubildende
- Staudengärtnerei: 295 Auszubildende
- Zierpflanzenbau: 3753 Auszubildende

Seit dem Jahr 2000 gibt es, als Reaktion auf die zunehmende Zahl von Gartencentern und reinen Verkaufsgärtnereien ohne Produktionsteil, in Nordrhein-Westfalen und Bayern für Gärtner-Azubis in den Fachrichtungen Zierpflanzenbau und Baumschule die Möglichkeit, ab dem zweiten Ausbildungsjahr den neuen Schwerpunkt „Beratung und Verkauf“ zu belegen (Verkaufsgärtner). Auch in Landshut-Schönbrunn besteht die Möglichkeit, sich in diese Richtung zu spezialisieren.
Die Bezeichnung „Verkaufsgärtner“ stellt jedoch keine eigene Fachrichtung dar, sondern betont die Inhalte der Ausbildungsverordnung Verkaufen und Beraten in den Fachrichtungen Baumschule und Zierpflanzenbau.
Die Gärtner-Ausbildung dauert im Regelfall drei Jahre. Es besteht nach erfolgreichem Abschluss die Möglichkeit der Fortbildung zum Fachagrarwirt Golfplatzpflege, Fachagrarwirt Baumpflege und zum Geprüften Natur- und Landschaftspfleger. Eine Weiterbildung zum Gärtnermeister und Gartenbautechniker ist ebenso möglich wie das Studium von Gartenbau oder Landschaftsarchitektur. Die Fachhochschulreife ermöglicht ein Studium an einer Fachhochschule, die allgemeine Hochschulreife ein Studium auch an einer Universität.
Siehe auch:
- Bundesarbeitsgemeinschaft selbstverwalteter Gartenbaubetriebe

### Österreich

#### Lehrberuf: Facharbeiter Gartenbau
Der Lehrberuf heißt in Österreich Facharbeiter Gartenbau und ist ein land- und forstwirtschaftlicher Beruf. Die Lehrzeit beträgt 3 Jahre.
Weitere Lehrberufe sind Friedhofs- und Ziergärtner sowie Garten- und Grünflächengestalter.
Friedhofs- und Ziergärtner:
Der Lehrberuf erfolgt als duale Ausbildung und hat eine Ausbildungsdauer von 3 Jahren. Friedhofs- und Ziergärtner gestalten Park- und Grünflächen und die Grabstätten in Friedhöfen. In meist eigenen Friedhofsgärtnereien ziehen sie Schnittblumen und Topfpflanzen, die sie an Friedhofsbesucher verkaufen und mit denen sie auch die Friedhofsflächen bepflanzen. Bei der Neuanlage von Gräbern beraten sie die Angehörigen über die Grabgestaltung und führen diese dann aus. Friedhofs- und Ziergärtner arbeiten für Betriebe der Friedhofs- und Ziergärtnerei und im öffentlichen Dienst (Bundes- und Stadtgärten).
Die Schulen in Österreich sind:
- Landwirtschaftliche Fachschule für Gartenbau Ehrental, Klagenfurt; Landesberufschule für Kärnten
- Bildungszentrum für Gartenbau Langenlois; Landesberufschule für Niederösterreich und Burgenland
- Landwirtschaftliche Berufs- und Fachschule Ritzlhof, Haid-Ansfelden; Landesberufschule für Oberösterreich
- Landwirtschaftliche Berufs- und Fachschule Kleßheim, Wals bei Salzburg; Landesberufschule für Salzburg
- Land- und forstwirtschaftliche Fachschule Großwilfersdorf; Landesberufschule für die Steiermark
- Landwirtschaftliche Landeslehranstalt Rotholz, Strass im Zillertal; Landesberufschule für Tirol und Vorarlberg
- Berufsschule für Gartenbau und Floristik Wien (Wien Kagran); Landesberufschule für Wien

Meisterprüfungen nehmend die Landes-Wirtschaftskammern und Bundesinnung der Gärtner und Floristen ab (Gärtnermeister).
Als land- und forstwirtschaftlicher Beruf unterliegt die Berufsbildung spezielleren Regelungen. Sie umfasst die Gesamtheit des Gartenbaues, Vertiefungen erfolgen durch Kurse und in der innerberuflichen Weiterbildung.

#### Höherer Beruf: Gartenbautechniker
Daneben kann man den Beruf auch in Land- und forstwirtschaftliche Fachschulen (BMS) mit Fachrichtung Gartenbau und in Höheren Lehranstalten für Gartenbau (Ausbildungszweige Garten- und Landschaftspflege, Erwerbsgartenbau) erlernen (Gartenbautechniker; Baumschulgärtner, Obstgärtner, Zierpflanzengärtner):
- Höhere Lehranstalt für Landwirtschaft Wieselburg (Francisco Josephinum)
- Höhere Bundes-Lehr- und Versuchsanstalt für Gartenbau Wien – Schönbrunn (HBLFA Schönbrunn)
speziell für Wein- und Obstbau:
- Höhere Lehranstalt für Wein- und Obstbau Klosterneuburg
- Wein- und Obstbauschule Krems (VINO-HAK, Schulkooperation mit der Bundeshandelsakademie)

#### Weitere gartenbauliche Berufe
In Österreich gibt es seit mehreren Jahren auch den eigenständigen Beruf Gartencenter-Kaufmann/-frau, eine Spezialisierung innerhalb der Einzelhandelskaufleute-Ausbildung (Landwirtschaftliche und gärtnerische Handelsschule, Grottenhof-Hardt und Großwilfersdorf).
Das Berufsbild Florist zählt zum Handwerk.

### Schweiz
In der Schweiz gibt es drei verschiedene berufliche Grundbildungen zum Gärtner:
- Gärtner/in EBA
- Gärtner/in EFZ
- Gemüsegärtner/in EFZ

Die drei Ausbildungsorte sind Betrieb, Berufsfachschule und überbetriebliche Kurse.

#### Gärtner/in EBA
Die Ausbildung zum Gärtner EBA dauert zwei Jahre. Die Angebotenen Fachrichtungen sind:
- Garten- und Landschaftsbau
- Pflanzenproduktion

Die Berufsfachschule wird an einem Tag die Woche besucht.

#### Gärtner/in EFZ
Gärtner EFZ ist in der Schweiz ein Ausbildungsberuf. Die Ausbildung dauert 3 Jahre.
Die angebotenen Fachrichtungen sind
- Baumschule
- Garten- und Landschaftsbau
- Stauden
- Zierpflanzen

Die Berufsfachschule wird an einem Tag die Woche besucht.

#### Gemüsegärtner/in EFZ
Die Ausbildung zum Gemüsegärtner EFZ dauert drei Jahre. Die Berufsschule erfolgt in Blockkursen.

## Berühmte Gärtner
Als Gartengestalter tätige Personen siehe unter: Liste von Landschaftsarchitekten und Gartengestaltern.
Botanisch tätige Personen siehe unter: Liste bedeutender Biologen.
Als Pflanzenzüchter tätige Personen siehe unter: Pflanzenzüchtung.
- Georg Arends (1863–1952), Pflanzenzüchter, Deutschland
- Bouché, Gärtnerdynastie, seit 1685 in Berlin
- Karl Foerster (1874–1970), Pflanzenzüchter, Deutschland
- John Hutchinson (1884–1972), Großbritannien
- Peter Joseph Lenné (1789–1866), Gartengestalter, Deutschland
- Christian Reichart (1685–1775), Gartenbau (Gartengestalter) Deutschland
- Leopold Karl Theodor Fröbel (1810–1893), Kunstgärtner und Pflanzenzüchter, Schweiz
- Albert Schöchle (1905–1998), Direktor Blühendes Barock in Ludwigsburg

## Der Gärtner als Kleinbauer
Ein Gärtner (andere Bezeichnungen: Hintersättler, Hintersassen, Hintersiedler, Kötner, Kotsassen, Kossäten, Handbauern, Handfronbauern) war bis zur Ablösung der Frondienste im 19. Jahrhundert in Mitteldeutschland ein Hausbesitzer, dessen Besitz in der Regel etwa eine Viertel- oder Achtel-Hufe umfasste (etwa 3 bis 8 Morgen), ausnahmsweise aber auch bis zu einer Dreiviertelhufe, was nicht für einen auskömmlichen bäuerlichen Betrieb ausreichte, jedoch eine Familie ernähren konnte (Gartennahrung). In manchen Orten wurden deshalb Kleingärtner und Großgärtner unterschieden. Und man sprach vom „Obst- und Küchengarten am Haus“. Da um 1700 in manchen Quellen auch von Gartengütern oder „Haus mit Garten“ die Rede ist, war der Übergang von den Gärtnern zu den Bauern einerseits (insbesondere den Teilhüfnern) und den Häuslern andererseits in der ländlichen Sozialstruktur fließend. Der Gärtner war somit in der Regel nicht an der Flurnutzung und der Gemeindeverwaltung beteiligt und war neben seiner für den Eigenbedarf ausreichenden Landwirtschaft auf eine andere, zusätzliche Tätigkeit beispielsweise gewerblicher Art angewiesen.
Zur Unterscheidung wurden gewerbliche Gartenbauunternehmer als Handelsgärtner bezeichnet.
Die Gartennahrung war dabei im Sinne der verfassungsrechtlichen Definition der gesamthafte Besitz von Haus und landwirtschaftlich nutzbarem Grund und Boden, der unter Gartenrecht stand und nicht zur verhuften Gemeindeflur gehörte.
Dreschgärtner wurden auf von Rittergütern abgetrenntem Land angesiedelt und waren zu Fronleistungen beim Dreschen verpflichtet. Der uns in der Gegenwart bekannte Beruf des Gärtners wurde früher als Lustgärtner bezeichnet.